# Anzani

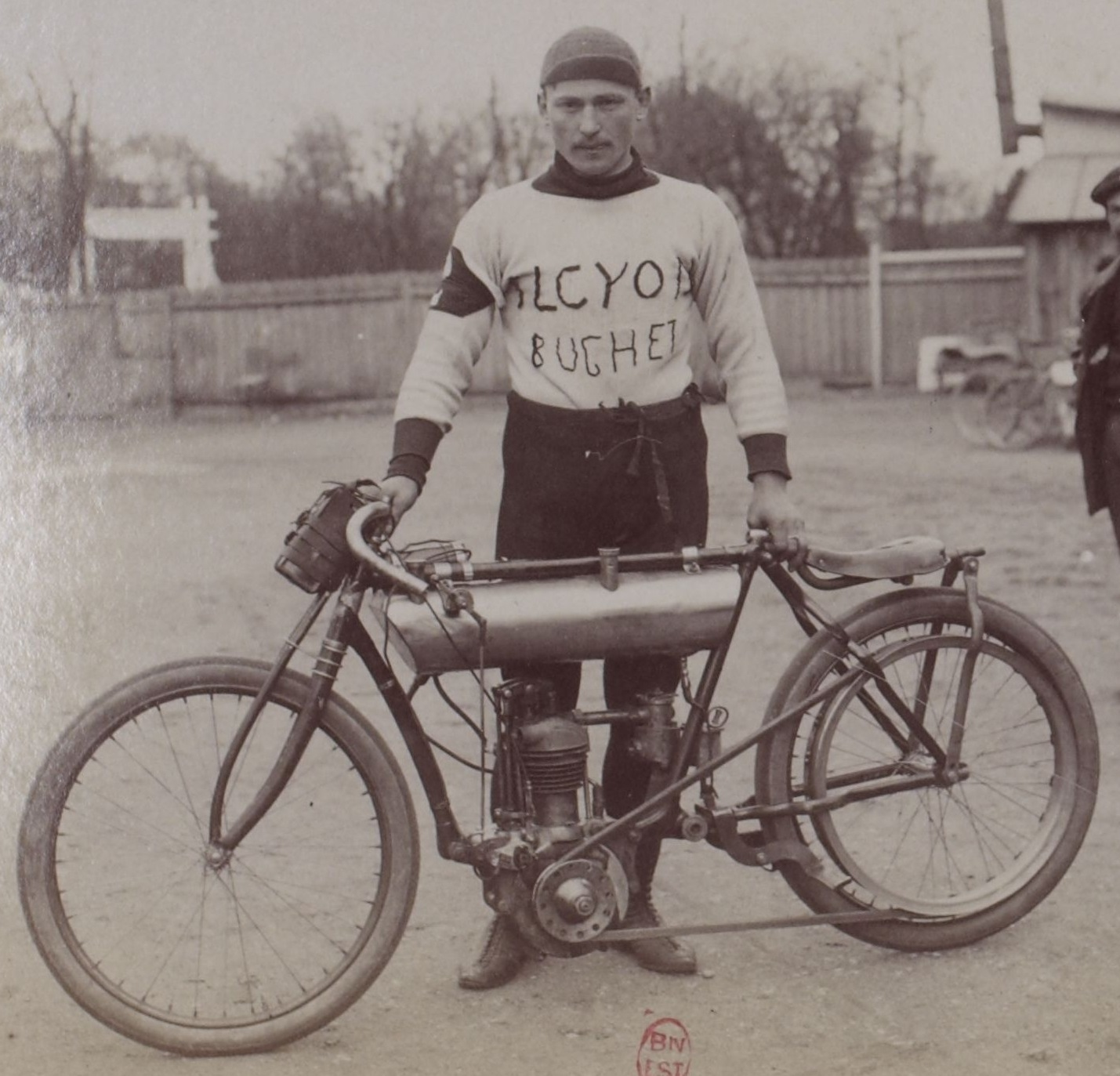
Alessandro Anzani en 1905

Anzani fue un fabricante de motores fundado en 1907 por el italiano Alessandro Anzani (1877-1956), que producía motores patentados para aeronaves, automóviles, barcos y motocicletas en sus fábricas de Gran Bretaña, Francia e Italia.

## Visión general
Desde su Italia natal, Anzani se mudó a Francia, donde participó en carreras ciclistas. Pasó a las motocicletas y diseñó y construyó un motor liviano que batió récords. En 1907, estableció un pequeño taller en París con tres empleados, y mientras estaban construyendo sus motores, diseñó un hidroala impulsado por uno de sus motores y hélices. 

## Motores de aviación
Suministró uno de sus motores a Enrico Forlanini y lo desarrolló en un motor radial de tres cilindros, refrigerado por aire, ideal para los nuevos aviones. Uno de los primeros motores, el Anzani W-3 o tipo Ventilador de 25 HP, fue suministrado a Louis Blériot, quien lo usó en su cruce exitoso del canal de la Mancha en 1909. 

### Tipos
- Anzani 3-cil. Ventilador 10-12 hp 3.35" x 3.35"
- Anzani 3-cil. Ventilador 12-15 hp 3.35" x 3.94"
- Anzani 3-cil. Ventilador 25-30 hp 4.13" x 5.12"
- Anzani 3-cil. Ventilador 30-35 hp 4.73" x 5.12"
- Anzani 3-cil. Ventilador 40-45 hp 5.32" x 5.92"
- Anzani 3-cil. Ventilador 45-50 hp
- Anzani 3-cil. Y (Radial) 30hp
- Anzani 4-cil. V 30-35 hp (refrigerado por agua) 35 hp a 1600 rpm
- Anzani 4-cil. V 60-70 hp (refrigerado por agua)
- Anzani 5-cil. Radial 45hp
- Anzani 5-cil. Radial 60hp
- Anzani 6-cil. Radial 45hp a 1300 rpm
- Anzani 6-cil. Radial 70hp
- Anzani 7-cil. Radial 95hp
- Anzani 10-cil. Radial 100hp
- Anzani 14-cil. Radial 160hp
- Anzani 20-cil. Radial 200hp

## Nuevas fábricas
La demanda de los motores Anzani siguió creciendo, y el taller original de París fue reemplazado por una nueva fábrica en Courbevoie, París. Se agregó un taller en Londres, así como la producción autorizada a otros fabricantes. La fábrica de Monza, Italia, se fundó en 1914.

## Automovilismo
En 1920, Anzani se dedicó a las carreras de automóviles y construyó un pequeño vehículo con uno de sus motores de dos cilindros de 750 cc, refrigerado por aire, que ganó varias competiciones. También fabricó un autociclo con motor de 1098 cc entre 1923 y 1924, motor a su vez utilizado en el pequeño deportivo TB Sport.

## Venta de las fábricas
Cuando cumplió 50 años en 1927, Anzani decidió vender sus fábricas en París y Londres, manteniendo solo los talleres de Monza por motivos sentimentales, administrados por Natale Baccanti. 

## Anzani Británica
En el Reino Unido, Anzani subcontrató la fabricación de sus motores a Coventry Ordnance Works. En la década de 1920, se refinanció como British Vulpine Engine Company, y luego nuevamente como British Anzani Engineering Company, concentrándose en motores pequeños y en sistemas eléctricos de automóviles y motocicletas. Le suministraron a AC Cars el motor de válvulas laterales de 1496 cc de cuatro cilindros (que se convertiría en el famoso motor de 2 litros de AC); a Frazer-Nash el mismo motor de válvulas laterales de 1496 cc sobrealimentado; a Morgan Motor Company un motor V2; y a Squire el motor de doble árbol de levas R1. Berkeley Cars utilizó pequeños motores de motocicleta Anzani en algunos modelos. Los productos más conocidos de British Anzani fueron motocicletas, cortadoras de césped y motores fueraborda. Las motocicletas Cotton, Tandon y Greeves también utilizaron motores Anzani.
En años posteriores, la empresa se diversificó. Después de la Segunda Guerra Mundial, el principal producto de la compañía fue el "Iron Horse" (Caballo de Hierro), un tractor ligero de dos ruedas utilizado como arado. Con el tiempo, se produjeron versiones de cuatro ruedas con el conductor sentado en la parte delantera del vehículo. La compañía se convirtió en el British Anzani Group (Grupo Anzani Británico) y se comercializaba con ese nombre cuando se liquidó en 1980. 
La marca registrada 'British Anzani' se volvió a registrar en 2003, al igual que la compañía Anzani Ltd, que lo hizo en 2006. La compañía suministra repuestos clásicos a través de Dolphin Engines de Launceston (Cornualles, Reino Unido) y estaba planeando un regreso a las industrias automotriz, marítima y de transporte, con productos diseñados por Bo Zolland.